# Лэмпкин, Мартин
Мартин Лэмпкин (англ. Harold Martin Lampkin; 22 декабря 1950, Силсден — 2 апреля 2016) — английский мототриалист, 2-кратный чемпион мира по мототриалу, 3-кратный чемпион Великобритании (1973, 1978, 1980). Отец 12-кратного чемпиона мира по мототриалу Дуги Лэмпкина.

## Спортивная карьера
Вся семья Мартина Лэмпкина имела отношение к мотоспорту. Его старший брат Артур Лэмпкин (род. 1938) был заводским пилотом команды BSA и добился значительных успехов в мотокроссе, эндуро и триале, был вице-чемпионом Европы по мотокроссу 1961 года в классе 250cc. Другой брат Мартина, Алан Лэмпкин (род. 1944), также был известным мотогонщиком и мототриалистом; в 1974 году он одержал свою единственную победу в рамках Чемпионата мира, выиграв Гран-При США.
Отец Мартина, Алана и Артура во время Второй мировой войны работал на заводе BSA, который переключился в то время на боеприпасы, а после окончания войны вернулся к производству мотоциклов. Это и подтолкнуло братьев Лэмпкин к мотоспортивной карьере.
Изначально Мартин Лэмпкин также стартовал в различных дисциплинах, пока не сосредоточился именно на триальной карьере. Он отличался от большинства триалистов мощным телосложением и высоким ростом (1 м 87 см), и именно отталкиваясь от его фактуры, компания Bultaco занялась разработкой 325-кубового мотоцикла Sherpa T, более массивного, чем предыдущая топовая триальная модель мощностью 250cc. В своей первой гонке в эндуро Мартин принял участие 1 января 1967 года на мотоцикле BSA 250 — и занял 3-е место в категории новичков.
В триале он дебютировал на Bultaco и со временем подписал контракт заводского пилота Bultaco, проведя на этих мотоциклах сезоны 1971 и 1972 года в Чемпионате Европы. Он сдружился с другим известным пилотом, Малькольмом Ратмеллом, также выступавшим на Bultaco; они постоянно тренировались вместе, хотя у них были разные стили вождения, и при этом непримиримо соперничали во время соревнований.
В 1973 году Лэмпкин в один год выиграл Чемпионат Европы и Чемпионат Великобритании, а в 1975 году повторил это достижение, при том, что с того года Чемпионат Европы стал Чемпионатом мира (таким образом, Лэмпкин фактически стал первым чемпионом мира по мототриалу, хотя проводившиеся до того Чемпионаты Европы приравниваются к Чемпионатам мира с позиции гоночной статистики).
В последующие годы Лэмпкин, помимо Ратмелла, соперничал с финном Юрьё Вестериненом. После финансового кризиса Bultaco в 1980 году Лэмпкин перешёл в SWM, но повторить былых достижений уже не сумел. Он завершил профессиональную карьеру после сезона британского чемпионата 1983 года.

## Частная жизнь
После окончания карьеры Мартин Лэмпкин построил несколько успешных бизнесов — у него был собственный паб The Miners («Шахтёры») в деревне Гринхоу, ресторан The Copper Kettle («Медный чайник») в Гаргрейве, автосалон и магазин. Лэмпкин жил в городке Кейли неподалёку от родного Силсдена. Помимо прочего, он увлекался гольфом.
Мартин Лэмпкин был женат на Изабель Лэмпкин, оба его сына преуспели в мотоспорте. Дуги Лэмпкин (род. 1976) завоевал 7 чемпионских титулов по триалу на открытом воздухе и ещё 5 в закрытом помещении; Гарри Лэмпкин (род. 1978) выступал в Чемпионате Европы по триалу.
Лэмпки выступал в качестве менеджера и майндера (ассистента, страхующего спортсмена-триалиста от падения) для своего сына Дуги. Некоторые выражения, придуманные Мартином, вошли в стандартный обиход современных майндеров, в частности “Hold that bike!” («Держи этот мотоцикл!») и “Half a tyre right!” («На полшины вправо!»).
Мартин Лэмпкин умер в возрасте 65 лет от рака.

## Результаты выступлений в Чемпионате Европы и мира по мототриалу
| Год  | Мотоцикл      | 1      | 2      | 3      | 4      | 5      | 6      | 7      | 8     | 9      | 10     | 11     | 12     | 13     | 14    | Место | Очки      |
| ---- | ------------- | ------ | ------ | ------ | ------ | ------ | ------ | ------ | ----- | ------ | ------ | ------ | ------ | ------ | ----- | ----- | --------- |
| 1970 | Bultaco       | GER    | FRA    | GBR    | BEL    | IRL 13 | ESP    | FIN    | SWE   | POL    |        |        |        |        |       | -     | 0         |
| 1971 | Bultaco       | GER    | GBR 6  | BEL    | IRL 5  | FRA    | ESP 6  | SUI    | FIN   | SWE    |        |        |        |        |       | 11    | 14        |
| 1972 | Bultaco       | BEL 4  | IRL 6  | FRA 4  | ESP 2  | GBR 2  | GER 3  | ITA 1  | FIN 1 | SWE 5  | SUI    |        |        |        |       | 3     | 72 (85)   |
| 1973 | Bultaco       | IRL 1  | BEL 2  | ESP 1  | FRA 3  | POL 1  | ITA 8  | FIN 5  | SWE 1 | SUI 2  | GER 1  |        |        |        |       | 1     | 87 (118)  |
| 1974 | Bultaco       | USA    | IRL 3  | BEL 3  | ESP 3  | GBR 18 | FRA    | ITA 3  | POL 3 | GER 1  | FIN 3  | SWE 6  | CZE 6  | SUI 11 |       | 4     | 75 (85)   |
| 1975 | Bultaco       | IRL 3  | BEL 3  | ESP 1  | GBR 4  | FRA    | POL 8  | ITA 1  | CAN 2 | USA 6  | FIN 2  | SWE 1  | SUI 7  | GER 3  | CZE 2 | 1     | 101 (131) |
| 1976 | Bultaco       | IRL 8  | BEL 5  | ESP 1  | GBR 3  | FRA 3  | GER 2  | ITA 5  | USA 1 | SWE 4  | FIN 7  | SUI 1  | CZE 5  |        |       | 3     | 85 (110)  |
| 1977 | Bultaco       | IRL 9  | GBR 5  | BEL 8  | ESP 2  | FRA 2  | GER 1  | USA 4  | CAN 4 | SWE 5  | FIN 3  | CZE 3  | SUI 5  |        |       | 4     | 98        |
| 1978 | Bultaco       | IRL 2  | GBR 4  | BEL 1  | FRA 2  | ESP 2  | GER 1  | USA 4  | ITA 2 | AUT 6  | FIN 7  | SWE 4  | CZE 1  |        |       | 2     | 126       |
| 1979 | Bultaco       | IRL 3  | GBR 3  | BEL 2  | NED 6  | ESP 5  | FRA 5  | CAN 2  | USA 3 | ITA 13 | SWE 5  | FIN 11 | CZE 3  |        |       | 4     | 87        |
| 1980 | Bultaco / SWM | IRL 5  | GBR 13 | BEL 2  | ESP 11 | AUT 3  | FRA 16 | SUI 6  | GER 2 | ITA 2  | FIN 14 | SWE 7  | CZE 12 |        |       | 5     | 61        |
| 1981 | SWM           | ESP 21 | BEL 11 | IRL 5  | GBR 2  | FRA 5  | ITA 13 | AUT 11 | USA   | FIN 18 | SWE 19 | CZE 8  | GER 6  |        |       | 10    | 32        |
| 1982 | SWM           | ESP 10 | BEL 6  | GBR 8  | ITA 10 | FRA 16 | GER 9  | AUT 21 | CAN   | USA    | FIN    | SWE    | POL    |        |       | 12    | 12        |
| 1983 | Montesa       | ESP    | BEL    | GBR 11 | IRL    | USA    | FRA    | AUT    | ITA   | SUI    | FIN    | SWE    | GER    |        |       | -     | 0         |